# Lucicutia sewelli
Lucicutia sewelli is een eenoogkreeftjessoort uit de familie van de Lucicutiidae. De wetenschappelijke naam van de soort is voor het eerst geldig gepubliceerd in 1963 door Tanaka.